# Alexander Henry
Alexander Henry (ur. w sierpniu 1739 w New Brunswick, zm. 4 kwietnia 1824 w Montrealu) – podróżnik, handlarz futrami.

## Życiorys
Pochwycony przez Indian w 1761, został uwolniony przez wodza Wawatama, który uznał Henry'ego za brata. Zimę z 1763 na 1764 spędził w rodzinie Wawatama, a następnie powrócił do białych. Handlem futrami zajmował się do 1796. Później został kupcem i osiedlił się w Montrealu, gdzie mieszkał aż do śmierci.
Pozostawił po sobie wspomnienia zatytułowane Travels and Adventures in Canada and the Indian Territories between the Years 1760 and 1776.